# میانگین هندسی

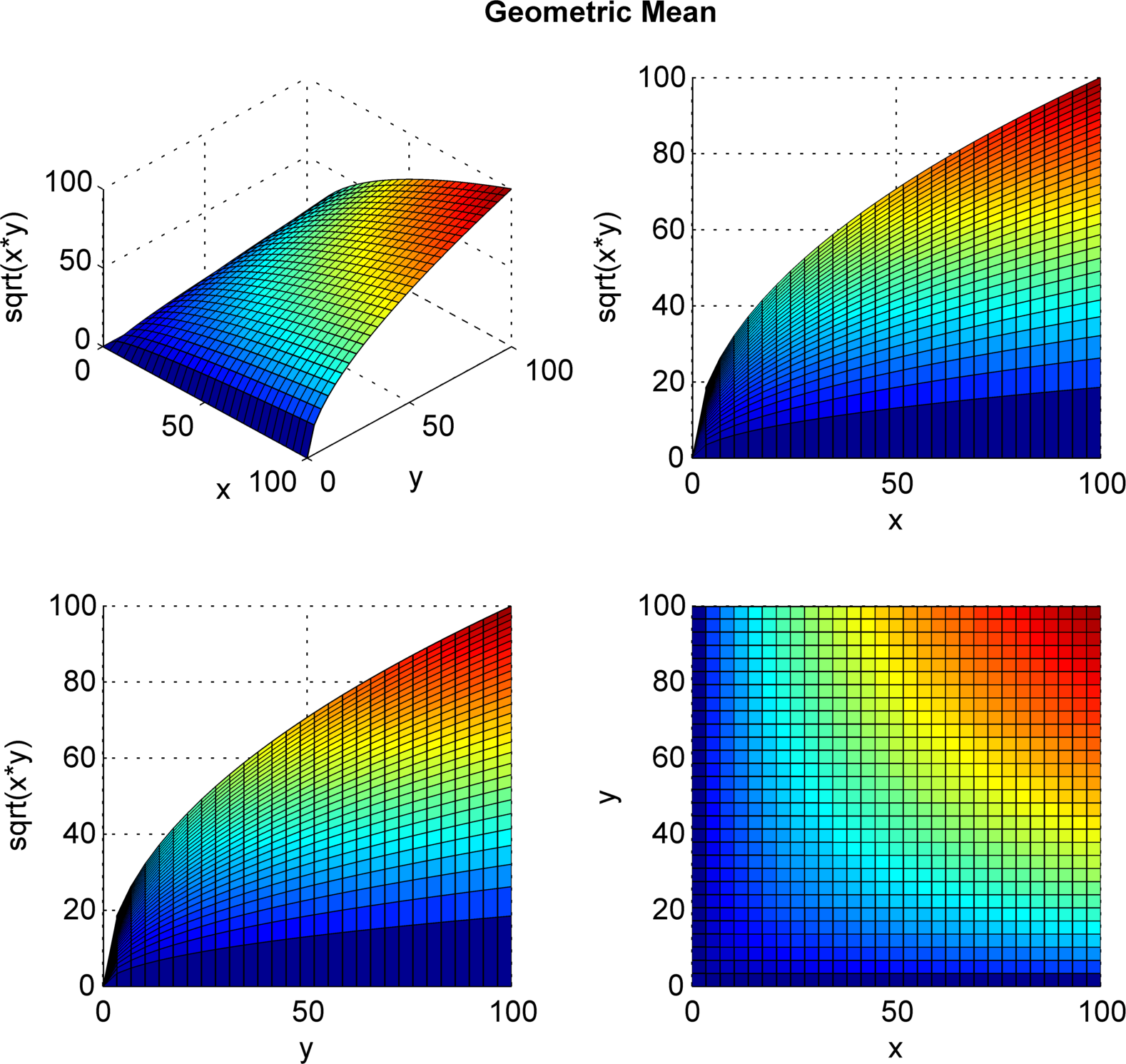
پلات سه‌بعدی نمایش میانگین هندسی دو متغیرx و y.

میانگین هندسی (به انگلیسی: Geometric mean)، در ریاضیات، برابر است با ریشه nاُم حاصل‌ضرب n متغیر. به‌طور مثال میانگین هندسی دو عدد ۲ و ۸ برابر است با: {\displaystyle {\sqrt {2\cdot 8}}=4}
میانگین هندسی با استفاده از رابطه زیر محاسبه می‌شود.
{\displaystyle {\bigg (}\prod _{i=1}^{n}a_{i}{\bigg )}^{1/n}={\sqrt[{n}]{a_{1}\cdot a_{2}\cdot \cdots \cdot a_{n}}}}

## خواص میانگین هندسی
1. اگر داده‌های آماری در عددی ضرب شود میانگین هندسی هم در آن عدد ضرب می‌شود.
2. میانگین هندسی داده‌های برابر خود مقدار صفت است.

از میانگین هندسی هنگامی استفاده می‌شود که هر آیتم و مورد دارای ویژگی چندگانه و متعدد است و هرکدام طیف‌های گوناگون عددی را دارا باشند. مانند نرخ رشد در حالت کلی و مانند نرخ رشد تولید، نرخ رشد جمعیت یا نرخ رشد سود.
اگر اعداد به صورت درصد باشد یا به صورت نسبت باشد آنگاه از میانگین هندسی استفاده می‌کنیم؛ مثلاً اگر از نظر میزان تولید، سیب قرمز در استان‌های کشور به ترتیب ۲٪ و ۲۸٪ و ۴۸٪ باشد آنگاه برآورد میانگین هندسی آنها برابر ۱۳٫۹ درصد خواهد بود.